# 4534 Rimskij-Korsakov
4534 Rimskij-Korsakov este un asteroid din centura principală, descoperit pe 6 august 1986 de Crimean Ap. Obs...